# Districte de Dinan

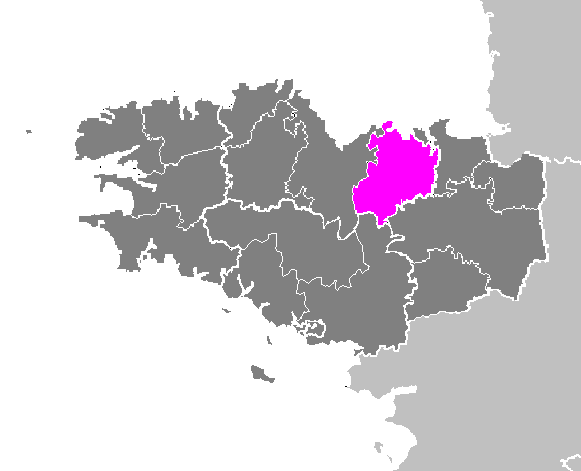
Localització del Districte de Dinan

El districte de Dinan és un dels quatre districtes amb què es divideix el departament francès de les Costes del Nord, a la regió de Bretanya. Té 12 cantons i 110 municipis. El cap del districte és la sotsprefectura de Dinan.

## Cantons
cantó de Broons - cantó de Caulnes - cantó de Collinée - cantó de Dinan-Est - cantó de Dinan-Ouest - cantó d'Évran - cantó de Jugon-les-Lacs - cantó de Matignon - cantó de Merdrignac - cantó de Plancoët - cantó de Plélan-le-Petit - cantó de Ploubalay